# Tempête tropicale Arlene (2011)
La tempête tropicale Arlene est la première tempête de la saison cyclonique de l'année 2011 dans l'Atlantique nord.

## Impact et dégâts
22 personnes ont trouvé la mort au Mexique et 285 000 foyers ont été privés d'électricité lors de son passage. Dans le sud du Texas et de la Floride, les fortes pluies ont cependant soulagé la sécheresse touchant les deux États américains. Dans le comté de Hidalgo (Texas), une personne a été blessée à la suite de la formation d'une courte tornade qui a ravagé toits et véhicules.